# Kanton Saint-Jean-d’Angély
Der Kanton Saint-Jean-d’Angély ist seit 1790 ein französischer Wahlkreis im Département Charente-Maritime und in der Region Nouvelle-Aquitaine. Er umfasst 40 Gemeinden; 39 im Arrondissement Saint-Jean-d’Angély und eine im Arrondissement Rochefort. Im Rahmen der landesweiten Neuordnung der französischen Kantone wurde er im Frühjahr 2015 verändert und erweitert.

## Gemeinden
Der Kanton besteht aus 40 Gemeinden mit insgesamt 27.794 Einwohnern (Stand: 1. Januar 2022) auf einer Gesamtfläche von 548,02 km²:
| Gemeinde                   | Einwohner 1. Januar 2022 | Fläche km² | Dichte Einw./km² | Code INSEE | Postleitzahl | Arrondissement      |
| -------------------------- | ------------------------ | ---------- | ---------------- | ---------- | ------------ | ------------------- |
| Annepont                   | 395                      | 8,81       | 45               | 17011      | 17350        | Saint-Jean-d’Angély |
| Annezay                    | 163                      | 7,43       | 22               | 17012      | 17380        | Saint-Jean-d’Angély |
| Archingeay                 | 764                      | 16,61      | 46               | 17017      | 17380        | Saint-Jean-d’Angély |
| Bernay-Saint-Martin        | 761                      | 24,90      | 31               | 17043      | 17330        | Saint-Jean-d’Angély |
| Bignay                     | 363                      | 8,73       | 42               | 17046      | 17400        | Saint-Jean-d’Angély |
| Bords                      | 1.313                    | 15,47      | 85               | 17053      | 17430        | Saint-Jean-d’Angély |
| Champdolent                | 419                      | 12,02      | 35               | 17085      | 17430        | Saint-Jean-d’Angély |
| Chantemerle-sur-la-Soie    | 214                      | 5,72       | 37               | 17087      | 17380        | Saint-Jean-d’Angély |
| Courant                    | 442                      | 15,46      | 29               | 17124      | 17330        | Saint-Jean-d’Angély |
| Dœuil-sur-le-Mignon        | 373                      | 19,33      | 19               | 17139      | 17330        | Saint-Jean-d’Angély |
| Essouvert                  | 1.029                    | 30,23      | 34               | 17277      | 17400        | Saint-Jean-d’Angély |
| Fenioux                    | 168                      | 9,36       | 18               | 17157      | 17350        | Saint-Jean-d’Angély |
| Grandjean                  | 310                      | 6,10       | 51               | 17181      | 17350        | Saint-Jean-d’Angély |
| La Croix-Comtesse          | 223                      | 2,62       | 85               | 17137      | 17330        | Saint-Jean-d’Angély |
| La Devise                  | 1.196                    | 26,83      | 45               | 17457      | 17700        | Saint-Jean-d’Angély |
| La Jarrie-Audouin          | 272                      | 8,41       | 32               | 17195      | 17330        | Saint-Jean-d’Angély |
| La Vergne                  | 610                      | 13,97      | 44               | 17465      | 17400        | Saint-Jean-d’Angély |
| Landes                     | 575                      | 16,05      | 36               | 17202      | 17380        | Saint-Jean-d’Angély |
| Le Mung                    | 313                      | 7,52       | 42               | 17252      | 17350        | Saint-Jean-d’Angély |
| Les Nouillers              | 724                      | 24,15      | 30               | 17266      | 17380        | Saint-Jean-d’Angély |
| Loulay                     | 761                      | 7,30       | 104              | 17211      | 17330        | Saint-Jean-d’Angély |
| Lozay                      | 155                      | 11,85      | 13               | 17213      | 17330        | Saint-Jean-d’Angély |
| Mazeray                    | 990                      | 19,38      | 51               | 17226      | 17400        | Saint-Jean-d’Angély |
| Migré                      | 354                      | 14,30      | 25               | 17234      | 17330        | Saint-Jean-d’Angély |
| Nachamps                   | 204                      | 4,18       | 49               | 17254      | 17380        | Saint-Jean-d’Angély |
| Puy-du-Lac                 | 521                      | 14,60      | 36               | 17292      | 17380        | Saint-Jean-d’Angély |
| Puyrolland                 | 184                      | 12,98      | 14               | 17294      | 17380        | Saint-Jean-d’Angély |
| Saint-Crépin               | 346                      | 13,94      | 25               | 17321      | 17380        | Rochefort           |
| Saint-Félix                | 322                      | 15,23      | 21               | 17327      | 17330        | Saint-Jean-d’Angély |
| Saint-Jean-d’Angély        | 6.679                    | 18,78      | 356              | 17347      | 17400        | Saint-Jean-d’Angély |
| Saint-Loup                 | 312                      | 16,42      | 19               | 17356      | 17380        | Saint-Jean-d’Angély |
| Saint-Savinien             | 2.458                    | 47,00      | 52               | 17397      | 17350        | Saint-Jean-d’Angély |
| Taillant                   | 191                      | 4,96       | 39               | 17435      | 17350        | Saint-Jean-d’Angély |
| Taillebourg                | 782                      | 14,25      | 55               | 17436      | 17350        | Saint-Jean-d’Angély |
| Ternant                    | 381                      | 5,61       | 68               | 17440      | 17400        | Saint-Jean-d’Angély |
| Tonnay-Boutonne            | 1.190                    | 22,73      | 52               | 17448      | 17380        | Saint-Jean-d’Angély |
| Torxé                      | 252                      | 11,43      | 22               | 17450      | 17380        | Saint-Jean-d’Angély |
| Vergné                     | 168                      | 8,00       | 21               | 17464      | 17330        | Saint-Jean-d’Angély |
| Villeneuve-la-Comtesse     | 745                      | 15,90      | 47               | 17474      | 17330        | Saint-Jean-d’Angély |
| Voissay                    | 172                      | 5,06       | 34               | 17481      | 17400        | Saint-Jean-d’Angély |
| Kanton Saint-Jean-d’Angély | 27.794                   | 548,02     | 51               | 1718       | –            | –                   |

Bis zur landesweiten Neuordnung der französischen Kantone im März 2015 gehörten zum Kanton Saint-Jean-d’Angély die 19 Gemeinden Antezant-la-Chapelle, Asnières-la-Giraud, Bignay, Courcelles, Fontenet, La Benâte, La Vergne, Landes, Les Églises-d’Argenteuil, Mazeray, Poursay-Garnaud, Saint-Denis-du-Pin, Saint-Jean-d’Angély, Saint-Julien-de-l’Escap, Saint-Pardoult, Ternant, Varaize, Vervant und Voissay. Sein Zuschnitt entsprach einer Fläche von 232,01 km2. Er besaß vor 2015 einen anderen INSEE-Code als heute, nämlich 1729.

## Veränderungen im Gemeindebestand seit 2016
2018: Fusion Chervettes, Saint-Laurent-de-la-Barrière und Vandré (Kanton Surgères)  → La Devise
2016: Fusion La Benâte und Saint-Denis-du-Pin → Essouvert

## Politik
| Vertreter im Departementrat | Vertreter im Departementrat        | Vertreter im Departementrat |
| Amtszeit                    | Namen                              | Partei                      |
| --------------------------- | ---------------------------------- | --------------------------- |
| 2015–                       | Caroline Aloe Jean-Claude Godineau | UD                          |